# Jak and Daxter: Una sfida senza confini
Jak and Daxter: Una sfida senza confini (Jak and Daxter: The Lost Frontier), pubblicato come Jak x Daxter 〜Elf to itachi no dai bōken〜 (ジャック×ダクスター 〜エルフとイタチの大冒険〜?, Jakku × Dakusutā 〜Erufu to itachi no dai bōken〜, lett. "Jak x Daxter 〜La grande avventura dell'elfo e della donnola〜") in Giappone, è il sesto videogioco della serie Jak and Daxter che è uscito il 3 novembre 2009 in America ed è disponibile per PlayStation 2 e PlayStation Portable. Il gioco è stato sviluppato dalla High Impact Games invece che da Naughty Dog come nei precedenti.

## Trama

Jak e Daxter a bordo di una navicella intenti ad abbattere alcuni nemici

Il gioco inizia con Jak e Daxter, che scortano Keira nel suo viaggio per diventare una Saggia dell'Eco e cercare il motivo della carenza mondiale di Eco. Dopo uno scontro con il Capitano Phoenix, un pirata del cielo in cerca di Eco, Jak si schianta su un'isola al Brink (il limite del loro mondo) e parte alla ricerca di Eco per riparare il suo Hellcat. Dopo un decollo riuscito, Jak deve respingere gli attacchi dei pirati del cielo che attaccano l'ACS Behemoth, un'astronave da guerra aerea comandata dal Duca Skyheed, leader di Aeropa, e dal suo aiutante, il cancelliere Ruskin. A Jak viene dato uno strumento chiamato Eco Seeker che, nonostante gli sforzi, non è in grado di attivare a causa dell'instabilità dell'Eco (non può usare i suoi poteri dell'Eco né trasformarsi in Dark Jak), ma a Keira viene concessa l'autorizzazione a studiarlo per una settimana se Jak dimostra le sue abilità di combattimento nel Percorso del Pericolo. Una volta completato il test, Daxter cade nelle fogne di Aeropa lungo il percorso, dove viene contaminato ulteriormente dall'Eco Oscuro e si trasforma temporaneamente in "Dark Daxter".
Una volta raggiunta Kiera, il Capitano Phoenix attacca l'edificio, ruba sia l'Eco Seeker e rapisce Keira; Jak e Daxter inseguono Phoenix, ma dopo un lungo inseguimento i due cadono vittima di un'imboscata, con conseguente schianto sull'isola. Qui la coppia incontra un Naufrago, che riconosce in Jak tracce di Eco Oscuro ma non riesce a ricordare chi fosse o perché fosse sull'isola. Menziona di aver costruito i Robot sull'isola e offre anche di riparare l'Hellcat di Jak, ma richiede un Pod di Potenza Velonium dal robot più pericoloso che ha creato, l'Uber-bot 888. Dopo che Jak e Daxter ottengono il Pod di Potenza, il Naufrago ripara la sua nave e successivamente si infiltra a bordo. Quando Jak e Daxter decollano, riescono a disabilitare la nave di Phoenix e atterrare. A bordo, Jak e Phoenix litigano e fanno cadere accidentalmente l'Eco Seeker in mare, quindi entrambi ritornano sull'isola per recuperarlo da un cratere vulcanico. Keira interviene e li fa fare una tregua, dopodiché i due collaborano per ritrovare l'Eco Seeker. Una volta sulla nave, si scopre che l'apparecchio ha bisogno di più Eco di Luce per funzionare e si dirigono verso una vecchia piattaforma di ricerca utilizzata dagli Aeropan. Alla piattaforma, Jak si imbatte in una sala dei test e si rende conto, a causa delle terribile esperienze vissute in Jak II, che qualcuno ha fatto degli esperimenti con l'Eco Oscuro, giurando di distruggere coloro che ne sono responsabili. Dopo aver trovato l'Eco di Luce, Daxter viene nuovamente trasformato quando viene versato dell'Eco Oscuro nel contenitore in cui si trovava.
Dopo l'inserimento dell'Eco di Luce nel Seeker, Jak scopre che mancano tre parti e si dirigono alla città dei pirati, Salto Lontano, per ottenere la prima parte da un pirata; quando si recano in una vecchia Caserma Aeropan, dove trovano la seconda parte, il Naufrago rivela di essere (o essere stato) un Saggio dell'Eco Oscuro, che ha costruito la struttura per gli Aeropani. Phoenix rivela di essere stato il comandante delle Forze Aeree Aeropane a cui era stato affidato un programma di armi segrete per creare un nuovo tipo di guerriero ma, quando ha scoperto cosa stavano facendo, ha rifiutato e ha cercato di fermare il programma, ma Skyheed non ne ha voluto sapere portando Phoenix a rapire lo scienziato capo del progetto, ossia lo stesso Naufrago. Nell'inseguimento che ne è conseguito, il Naufrago ha preso un colpo alla testa e ha perso la memoria ed è stato abbandonato sull'Isola di Brink per nascondere il suo lavoro agli Aeropani. Phoenix spiega inoltre che Skyheed ha diffuso il potere oscuro su tutti gli Aeropani, lo hanno dichiarato fuorilegge e lui ha giurato di distruggere tutti i guerrieri oscuri, compreso Jak, a cui punta la pistola per ucciderlo; Keira però protesta mettendosi in mezzo ai due e dice a Phoenix che, se davvero tiene a lei, risparmierà Jak, che lei afferma non essere un mostro. Il Naufrago difende la ragazza, dicendo che Jak è un essere diverso e che può controllare i suoi poteri oscuri, pertanto i tre accettano di affrontare gli Aeropani.
Quando viene trovata la posizione della terza sfera di coordinate, la coppia vola con la Phantom Blade nella Zona Zero, una misteriosa località oltre il margine del mondo; Jak e Daxter ottengono la terza sfera, ma la Behemoth attacca la loro nave e Jak deve difenderla. Una volta finito lo scontro, Jak, Daxter, Keira, Phoenix e l'equipaggio riparano l'Eco Seeker, che punta nuovamente alla piattaforma di ricerca abbandonata e Phoenix ricorda che la piattaforma è stata costruita su strane formazioni, successivamente rivelate essere un'antica struttura dei Precursori. Quando raggiungono il Nucleo di Eco, Keira cerca di ripararlo ma il braccio destro di Phoenix, Klout, arriva con Skyheed e rivela di essere stato pagato da quest'ultimo in cambio della posizione del Nucleo. Skyheed ordina di uccidere tutti tranne Jak, perché vuole studiare il suo controllo sull'Eco Oscuro; tuttavia, Keira attiva una scarica di energia dal Nucleo di Eco. La radiazione dell'Eco uccide Klout e stordisce Skyheed, mentre Jak, Daxter, Keira e Phoenix scappano.
Ricevono un messaggio che annuncia l'assedio degli Aeropani a Salto Lontano e Jak e Daxter vengono inviati a sconfiggere le truppe d'assalto Aeropane, ma la Behemoth compare per distruggere la città, ma i due riescono con successo a far ritirare gli Aeropani distruggendo le loro armi. Phoenix desidera vendicarsi di Skyheed per l'attacco; un altro messaggio viene trasmesso in modo anonimo, che li invita a usare il vecchio portale di teletrasporto della Caserma. Jak, Daxter e Keira attraversano il portale di teletrasporto e le armi di Jak vengono disattivate. Jak deve distruggere il Sistema di Controllo delle Armi per farle funzionare di nuovo, quindi si dirige verso il palazzo per sconfiggere Skyheed ma quando Jak lo incontra, il Duca spiega quello che è il suo piano: ha intenzione di usare l'Eco Oscuro sulla popolazione per diventare la specie dominante del mondo, dopodiché inizia ad assorbire enormi quantità di Eco Oscuro che lo trasformano in un gigantesco mostro. Prima dello scontro, Ruskin si rivela contrario al piano di Skyheed e rivela di essere colui che inviava i messaggi di aiuto ai protagonisti, ma viene ucciso dallo stesso Duca; Jak riesce a sconfiggerlo, ma Skyheed scappa su un dirigibile e si ritira sulla Behemoth con l'intenzione di usare il Nucleo di Eco per assicurarsi che gli Aeropani siano la specie dominante.
Seguirà poi un violento scontro tra i pirati, guidati da Phoenix e gli Aeropani: la Phantom Blade disattiva gli scudi che circondano la Behemoth, mentre Jak distrugge i sistemi d'arma e i cristalli di Eco. La situazione sembra a favore di Skyheed ma Phoenix decide di sacrificarsi, facendo volare la Phantom Blade tra il Nucleo di Eco e la Behemoth per impedire loro di utilizzare l'Eco, riuscendo ad indebolire la Behemoth quanto basta da renderla vulnerabile agli attacchi. Una Keira afflitta installa un Fascio di Eco di Luce nell'Hellcat per finire la Behemoth, distruggendo Skyheed e gli Aeropani.
Quando Skyheed e la Behemoth vengono finalmente distrutti, l'equilibrio dell'Eco viene ripristinato. Keira attiva quindi il Nucleo di Eco che canalizza l'energia che si diffonde attraverso le Bocche d'Eco in tutto il mondo, ponendo fine alla carenza di Eco e riducendo l'attività delle tempeste e dei terremoti in tutte le direzioni. Nel processo, Keira scopre di poter canalizzare l'Eco, con Tym (vero nome del Naufrago) che le informa che potrebbe essere in procinto di diventare una Saggia. I tre poi vedono che una bocca d'Eco fluisce oltre il Brink e lei, Jak e un riluttante Daxter decidono di indagare.

## Personaggi
- Jak: Vuole aiutare Keira a diventare un saggio di Eco. In questo gioco non potrà usare i poteri dell'Eco Oscuro (Dark Jak e Light Jak)
- Daxter: Inizialmente titubante sull'idea di partire, affianca nuovamente Jak e Kiera. In questo gioco potrà acquisire la forma Dark Dexter, dove sarà più forte, veloce e violento
- Keira: Decisa a diventare un saggio di Eco, in questo gioco è molto più attiva rispetto a Jak 3. Contesa fra Phoenix e Jak.
- Phoenix: Capo dei Pirati dei Cieli. Un tempo era il capo delle forze militari Aeropan, ma si dimise quando scoprì che facevano esperimenti sui soldati. In seguito, per fermare il duca, si scaglia col suo velivolo contro il duca, sacrificando la propria vita.
- Tym: inizialmente un naufrago senza memoria, si scoprirà essere lo scienziato coinvolto nel progetto "Guerriero Oscuro" degli Aeropan
- Klout: Braccio destro di Phoenix, lo tradisce per unirsi con Skyheed ma muore subito dopo.
- Cancelliere Ruskin: Aiutante di Skyheed. Inizialmente schivo e diffidente dei protagonisti, si rivelerà un prezioso aiutante per loro. Morirà quando rivelerà il suo doppio gioco
- Duca Skyheed: Duca di Aeropa. Inizialmente un alleato pacifico e saggio, dimostrerà in seguito la sua natura spietata, credendo che l'Eco oscuro possa migliorare il mondo.

## Accoglienza
La rivista Play Generation diede alla versione per PlayStation Portable un punteggio di 88/100, trovandola un'avventura varia e divertente, adatta sia ai giocatori più esperti che ai neofiti del genere.